# Supercoppa di Croazia 2023
La Supercoppa di Croazia 2023, denominata SuperSport Hrvatski nogometni superkup per ragioni di sponsorizzazione, è stata la 14ª edizione di tale competizione. Si è disputata il 15 luglio 2023 allo Stadio Maksimir di Zagabria. La sfida ha visto contrapposte la Dinamo Zagabria, campione di Croazia, e l'Hajduk Spalato, trionfatore nella Coppa di Croazia 2022-2023. La Dinamo Zagabria, squadra campione in carica, ha conquistato il trofeo per la ottava volta nella sua storia.

## Le squadre
| Squadre         | Qualificazione                                    | Partecipazioni precedenti (il grassetto indica la vittoria)           |
| --------------- | ------------------------------------------------- | --------------------------------------------------------------------- |
| Dinamo Zagabria | Vincitore della Hrvatska nogometna liga 2022-2023 | 11 (1993, 1994, 2002, 2003, 2004, 2006, 2010, 2013, 2014, 2019, 2022) |
| Hajduk Spalato  | Vincitrice della Hrvatski nogometni kup 2022-2023 | 9 (1992, 1993, 1994, 2003, 2004, 2005, 2010, 2013, 2022)              |

## Tabellino
| Arbitro: | Dario Bel (Osijek) |

|              |           |  |
| Baturina 52’ | Marcatori |  |

| Dinamo | Hajduk |

| P               | 40 | Dominik Livaković | 81’ |     |
| D               | 2  | Stefan Ristovski  |     | 84’ |
| D               | 37 | Josip Šutalo      |     |     |
| D               | 55 | Dino Perić        |     |     |
| D               | 14 | Robert Ljubičić   |     |     |
| C               | 27 | Josip Mišić       |     | 84’ |
| C               | 31 | Marko Bulat       |     |     |
| C               | 7  | Luka Ivanušec     |     | 89’ |
| C               | 10 | Martin Baturina   | 52’ |     |
| C               | 77 | Dario Špikić      |     | 84’ |
| A               | 9  | Bruno Petković    |     | 67’ |
| A disposizione: |    |                   |     |     |
| P               | 33 | Ivan Nevistić     |     |     |
| D               | 2  | Sadegh Moharrami  |     | 84’ |
| D               | 6  | Maxime Bernauer   |     |     |
| D               | 39 | Mauro Perković    |     |     |
| D               | 4  | Boško Šutalo      |     |     |
| C               | 12 | Petar Bočkaj      |     |     |
| C               | 70 | Luka Menalo       |     | 84’ |
| C               | 20 | Antonio Marin     |     | 89’ |
| C               | 25 | Petar Sučić       |     | 84’ |
| A               | 18 | Josip Drmić       |     |     |
| A               | 11 | Mahir Emreli      |     |     |
| A               | 17 | Fran Topić        |     | 67’ |
| Allenatore:     |    |                   |     |     |
| Igor Bišćan     |    |                   |     |     |

|                 |    |                    |     |     |
|                 |    |                    |     |     |
| P               | 13 | Ivan Lučić         |     |     |
| D               | 20 | Niko Sigur         | 54’ | 69’ |
| D               | 4  | Ferro              |     |     |
| D               | 31 | Zvonimir Šarlija   |     |     |
| D               | 17 | Dario Melnjak      |     |     |
| C               | 21 | Rokas Pukštas      |     | 69’ |
| C               | 23 | Filip Krovinović   |     |     |
| C               | 41 | Ivan Dolček        |     | 63’ |
| C               | 11 | Yassine Benrahou   |     |     |
| C               | 22 | Leon Dajaku        |     | 63’ |
| A               | 29 | Jan Mlakar         |     |     |
| A disposizione: |    |                    |     |     |
| P               | 1  | Toni Silić         |     |     |
| D               | 5  | Ismaël Diallo      |     |     |
| D               | 18 | Fahd Moufi         |     | 69’ |
| D               | 44 | Luka Vušković      |     |     |
| C               | 77 | Emir Sahiti        | 81’ | 63’ |
| C               | 7  | Anthony Kalik      |     |     |
| C               | 8  | Vadis Odjidja-Ofoe |     | 69’ |
| C               | 28 | Roko Brajković     |     |     |
| C               | 34 | Marko Capan        |     |     |
| C               | 36 | Tino Blaž Lauš     |     |     |
| C               | 88 | Ivan Ćubelić       |     |     |
| A               | 39 | Filip Čuić         |     | 63’ |
| Allenatore:     |    |                    |     |     |
| Ivan Leko       |    |                    |     |     |

| Assistenti arbitrali: Goran Pataki (Đakovo) Marjan Tomas (Osijek) Quarto ufficiale: Patrik Kolarić (Čakovec) VAR: Mario Zebec (Cestica) Assistente al VAR: Bojan Zobenica (Velika Gorica) | Regole dell'incontro: - due tempi regolamentari da 45 minuti ciascuno; - tiri di rigore in caso di parità; inizialmente cinque per squadra, e a oltranza fino a spareggio in caso di ulteriore parità; - numero massimo di 23 giocatori per squadra a referto (11 in campo e 12 come potenziali sostituti); - cinque sostituzioni permesse. |